# Động đất Khang Định-Lô Định 1786
Một trận động đất xảy ra vào ngày 1 tháng 6 năm 1786 (ngày 6 tháng 5 năm Càn Long thứ 51) trong và xung quanh Khang Định, ngày nay thuộc tỉnh Tứ Xuyên của Trung Quốc. Trận động đất này có cường độ ước tính khoảng 7,75 và cường độ tối đa được cảm nhận là X (Cực độ) trên thang cường độ Mercalli. Trận động đất ban đầu làm chết 435 người. Sau một dư chấn vào mười ngày sau, thêm 100.000 người nữa chết khi một đập lở đất bị sụp đổ trên sông Đại Độ.

## Bối cảnh kiến tạo
Tứ Xuyên nằm trong vùng biến dạng phức tạp liên quan đến va chạm lục địa đang diễn ra giữa mảng Ấn Độ và mảng Á-Âu. Lớp vỏ dày của cao nguyên Tây Tạng đang lan rộng về phía đông gây ra chuyển động về phía nam của khối Tứ Xuyên-Vân Nam. Phía đông của khối này được bao bọc bởi hệ thống đứt gãy Tiên Thủy Hà, một đới đứt gãy trượt ngang bên trái cỡ lớn. Chuyển động trên đới đứt gãy này gây ra nhiều trận động đất gây thiệt hại lớn, như động đất Đạo Phu 1981.

## Động đất
Chấn tâm của trận động đất được cho là nằm giữa Khang Định và Đắc Thoả. Sau đó, có nhiều dư chấn kéo dài cho đến ngày 13 tháng 6. Trận động đất gây thiệt hại nghiêm trọng cho khu vực Khang Định và Lô Định , và có thể cảm nhận được ở tận Quý Châu và Hồ Nam.
Một bản đồ đẳng chấn được xây dựng cho trận động đất này cho thấy vùng rung lắc cực đại kéo dài theo hướng tây bắc-đông nam, song song với dấu vết của đứt gãy Tiên Thủy Hà. Độ lớn 7,5–8,0 đã được ước tính từ phạm vi của vùng cường độ VIII (nghiêm trọng). Các kỹ thuật viễn thám, được hỗ trợ bởi một cuộc khảo sát thực địa, đã xác định được một vùng đứt gãy bề mặt dài 70 kilômét (43 mi) được cho là có liên quan với trận động đất. Đoạn đứt gãy hoạt động đã được xác định là đứt gãy Ma Khê.

## Đập lở đất
Trận động đất gây ra nhiều vụ lở đất, một trong số đó đã chặn sông Đại Độ, tạo thành một hồ nước tạm thời. Con đập cao khoảng 70 mét (230 ft), giữ lại lượng nước ước tính khoảng 50.000.000 mét khối (65.000.000 yd khối) Đến ngày 9 tháng 6, hồ bắt đầu chảy qua đập và dư chấn ngày 10 tháng 6 khiến đập đột ngột bị sập, xả lượng nước tích trữ và tàn phá khu vực hạ du. Đây là thảm họa lở đất gây chết chóc thứ hai được ghi nhận, sau động đất Hải Nguyên 1920.

## Thiệt hại
Trận động đất gây ra thiệt hại trên diện rộng ở khu vực chấn tâm. Các bức tường thành tại Khang Định sụp đổ và gây thiệt hại nghiêm trọng cho nhiều ngôi nhà và tòa nhà chính phủ khiến 250 người thương vong. Tại huyện Lô Định có 181 người thiệt mạng trong các tòa nhà bị sập. Tại cả hai nơi Thanh Khê và Việt Tây, một phần tường thành bị phá hủy và nhiều tòa nhà bị hư hại nghiêm trọng, gây thêm thương vong.
Trận lũ lụt do vỡ đập lở đất đã đến thành phố Lạc Sơn vào ngày 11 tháng 6, khiến một phần tường thành bị sập. Những người hiếu kỳ tụ tập để xem lũ trên các bức tường đã bị rơi xuống nước. ảnh hưởng của lũ lụt tiếp tục diễn ra ở hạ lưu tại Nghi Tân và Lô Châu, với tổng số ước tính khoảng 100.000 người thiệt mạng. Người dân địa phương đã làm một tấm bia tưởng niệm mô tả những sự kiện này, hiện được lưu giữ tại Văn phòng Địa chấn học ở Lô Định.